# Hotchkiss Mle 1909
Hotchkiss Mle 1909 — ручной пулемёт, разработанный и производившийся во Франции компанией «Гочкисс» (фр. Hotchkiss et Cie) в начале XX века и активно применявшийся в Первой мировой войне. Также производился в Великобритании и США, широко поставлялся на экспорт, в том числе в Россию.

## Конструкция
Ручной пулемёт Hotchkiss Mle 1909 был разработан конструкторами Бене и Мерсье на базе станкового пулемёта Hotchkiss Mle 1900, хотя ручной пулемёт имел ряд конструктивных отличий. Оружие имело газоотводную автоматику с длинным ходом газового поршня, который располагался под стволом. Ствол имел воздушное охлаждение и мог быть быстро заменен силами расчёта. При этом массивный ствол допускал длительное ведение огня без его замены. Питание пулемёта осуществлялось с помощью жестких лент-кассет.